# Detrito (geologia)
Detrito indica in geologia una particella di roccia derivata da una roccia preesistente attraverso processi di erosione ed esposizione agli agenti atmosferici. 

## Descrizione e caratteristiche
Le particelle detritiche possono essere costituite da frammenti litici o da frammenti monominerali. Queste particelle vengono spesso trasportate attraverso processi sedimentari in sistemi deposizionali come i letti dei fiumi, dei laghi o degli oceani, formando successioni sedimentarie. 
I processi diagenetici possono trasformare questi sedimenti in roccia attraverso la cementazione e la litificazione, formando rocce sedimentarie come l'arenaria. Queste rocce possono a loro volta essere alterate ed erose e formare così una seconda generazione di sedimenti.